# Nicorești (okręg Alba)
Nicorești – wieś w Rumunii, w okręgu Alba, w gminie Sohodol. W 2011 roku liczyła 43 mieszkańców.